# 568
Cette page concerne l'année 568  du calendrier julien. Pour l'année 568 av. J.-C., voir 568 av. J.-C. Pour le nombre 568, voir 568 (nombre).
L'année 568 est une année bissextile qui commence un dimanche.

## Événements
- Byzance remplace le gouvernement militaire par un gouvernement civil en Italie. Le patrice Flavius Longinus, envoyé par la cour de Constantinople pour succéder à Narsès, arrive à Ravenne au début de l'année[1].
- 1er avril[2] : les Lombards de Pannonie (20 000 hommes), conduits par leur roi Alboin, ébranlés par les Avars, rejoints par des Gépides, Sarmates, Thuringes, Saxons et Bavarois, marchent sur le Frioul.
- 20 mai : les Lombards prennent Aquilée et occupent la Vénétie (sauf les îles où s’est réfugiée la population)[3]. Ils occupent une grande partie de l’Italie. La résistance byzantine est très faible, car l’effort principal se porte en Orient et dans les Balkans. Seules les villes résistent. La population, accablée d’impôt et victime d’un système de spoliation discutable, voit arriver les Lombards avec une neutralité bienveillante. Encombrés par la présence des familles et des bagages, ils avancent lentement. Aux côtés des guerriers, un peuple entier se déplace (200 000 à 300 000 personnes).
- Printemps : après le départ des Lombards, les Avars occupent le bassin des Carpates[4].
- Août[5] : départ du stratège byzantin Zemarchos pour une mission diplomatique auprès du khan des Köktürks qui aboutit à un traité contre les Sassanides[6].

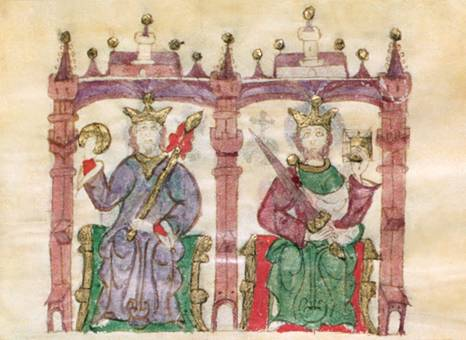
Liuva Ier et Léovigild, co-rois des Wisigoths

- Le roi des Wisigoths Liuva Ier associe au trône son frère Léovigild vers la fin de l'année[7]. Le premier règne en Septimanie jusqu'en 572, le second en Hispanie puis sur tout le royaume jusqu'en 586.
- Guerre de Frédégonde et Brunehilde : Chilpéric Ier fait étrangler sa femme Galswinthe (fille d’Athanagild, le roi des Wisigoths) poussé par sa concubine, l’esclave Frédégonde, qu’il épouse. Brunehilde, sœur de Galswinthe et femme de Sigebert Ier entraîne celui-ci à conquérir la Neustrie[8].
- Offensive avare contre Sirmium (568 et 569)[9].
- Selon la Chronique anglo-saxonne, le Jute Æthelbert de Kent est battu par le roi de Wessex Ceawlin à Wibbandun[10] ; c'est la première mention d'une bataille entre les envahisseurs anglo-saxons en Grande-Bretagne.